# Ewa Podleś
Ewa Podleś   (Varsòvia, 26 d'abril de 1952 - Varsòvia, 19 de gener de 2024) fou una contralt polonesa considerada una de les millors cantants de la seva època i una de les poquíssimes «contralts pures». La seva veu destacava pel seu ampli registre (més de tres octaves, del la2 al re6), per la seva agilitat, pel seu dramatisme, per un timbre i color inconfusible i per una entrega emocional commovedora.
Entre els papers que va interpretar destaquen Isaura (Tancredi), Arsace (Semiramide), Malcolm (La donna del lago), Ciro (Ciro in Babilonia) i Rosina (Il barbiere di Siviglia), de Rossini; Rinaldo, Giulio Cesare i Polinesso (Ariodante), de Händel; la Cieca (La Gioconda), de Ponchielli; Azucena (Il trovatore) i Ulrica (Un ballo in maschera), de Verdi; Adalgisa (Norma), de Bellini; la marquesa (La Fille du régiment), de Donizetti; Erda (Das Rheingold), de Wagner; Klytamnestra (Elektra), de R. Strauss; la comtessa (La dama de piques), de Txaikovski; Iocasta (Oedipus Rex), de Stravinski i Mme. de la Haitière (Cendrillon), de Massenet. Fou sovint requerida per a concerts (és corprenedora la seva «Cançó de la mort» de l'Aleksándr Nevski de Prokófiev) i recitals, en els quals destaquen les cançons de Xostakóvitx.
Des que el 1981 obtingué el segon premi del Concurs Internacional de Cant Francesc Viñas, les actuacions de Podleś a Catalunya van ser molt freqüents, fins al punt que considerava Barcelona la seva segona casa.
El 2013, fou guardonada amb la Medalla d'or del Gran Teatre del Liceu.